# Hessische Geschichten
Hessische Geschichten war eine Fernsehserie des ZDF.
Jede Folge bestand aus mehreren in sich abgeschlossenen, unterhaltsamen Geschichten, die jeweils auf den Hauptdarsteller Günter Strack zugeschnitten waren. Strack verkörperte hierbei verschiedene „Hessische Originale“, die als gutherzig, gewitzt und beharrlich porträtiert werden.
So spielt er etwa einen Handwerker, der den Kunden die Arbeit für sich machen lässt, einen Bankdirektor, der einen Einbrecher überlistet, oder einen Kellner, der die letzte überlebende Forelle in einem Restaurant in sein Herz geschlossen hat und mit allen Mitteln versucht, die Gäste davon abzuhalten, Forelle zu bestellen.

## Gaststars
In Nebenrollen waren in der Serie viele bekannte deutsche Schauspieler zu sehen. Dazu zählten Ruth-Maria Kubitschek, Walter Renneisen, Evelyn Hamann, Hans Clarin, Eddi Arent, Lutz Mackensy, Peer Augustinski, Diether Krebs, Sascha Hehn, Walter Buschhoff, Gert Haucke und Buddy Elias. Klaus Schlappner spielt in der Episode „Wenn's um die Wurst geht“ (1987) den Fußballtrainer Klaus Pichler.

## Regie und Drehbuch
Regie führten:
- Alfred Vohrer (2 Folgen, 1986)
- Harald Schäfer (1 Folge, 1987)
- Heinz Schirk (2 Folgen, 1987)
- Ulrich Stark (2 Folgen, 1988)
- Michael Mackenroth (2 Folgen, 1989)
- Peter Weck (2 Folgen, 1989–1990)
- Rolf von Sydow (1 Folge, 1994)

Das Drehbuch schrieben:
Michael Baier (11 Folgen, 1986–1990), Günther Fleckenstein (1 Folge, 1989) und Gottfried Wegeleben (1 Folge, 1994).

## DVD-Veröffentlichung
2008 erschienen sämtliche Folgen der Serie in einer Box mit vier DVDs.

## Episoden
| Episode | Titel | Erstausstrahlung |
| ------- | --- | ---------------- |
| 1       | Gewußt wo / Auf immer und ewig / Sicher ist sicher                                                             | 25.09.1986       |
| 2       | Erna mon amour / Die größten Kartoffeln / Die Wildsau                                                          | 28.09.1986       |
| 3       | Die Qual der Wahl / Das geht in die Hose / Da lachen ja die Hühner / Stille Wasser                             | 08.03.1987       |
| 4       | Schein oder Nichtschein / Vorschrift ist Vorschrift / Eine Seele von Mensch / Die Leiche war der Mörder        | 19.03.1987       |
| 5       | Forelle Müllerin / Wenn's um die Wurst geht / Fett schwimmt oben / Auf Knall und Fall                          | 26.03.1987       |
| 6       | Lieber später als nie / Wie ihr wollt / Mann tut was Mann kann                                                 | 01.12.1988       |
| 7       | Reine Geschmackssache / Null Komma nix / Der Schatz vom Baggersee                                              | 25.12.1988       |
| 8       | Die Fachdiagnose / Und folgst Du nicht willig… / Ungerader Achtzehnender / Reine Routine                       | 04.05.1989       |
| 9       | Die Tortenschlacht / Vergißmeinnicht / Der 120. Geburtstag                                                     | 04.06.1989       |
| 10      | Wer nicht kommt zur rechten Zeit / Jedem Tiersche sein Pläsiersche / Die Wette gilt / Liebe auf den ersten Ton | 29.06.1989       |
| 11      | Der hessische Gaul / Die dicksten Freunde / Die Macht des Gesangs                                              | 29.03.1990       |
| 12      | Der Familientag                                                                                                | 16.04.1994       |

Quelle: Hessische Geschichten bei IMDb